# Seda Noorlander
Seda Noorlander (Den Haag, 22 mei 1974) is een voormalig tennisspeelster uit Nederland. Noorlander begon met tennis toen zij vijf jaar oud was. Haar favoriete ondergrond is hardcourt. Zij is rechtshandig, maar speelt tweehandig aan beide zijden. Zij begon haar professionele carrière in 1993. In 2006 beëindigde zij haar loopbaan.
Op de WTA-tour wist zij geen enkelspeltitel te behalen. Zij bereikte wel de finale in het toernooi van Tasjkent in 2001. Zij verloor deze finale van de Duitse Bianka Lamade. Haar hoogste ranking in het enkelspel is 80e (13 december 1999).
In het dubbelspel wist zij wel een WTA-titel te winnen. In 1999 won zij met de Griekse Christína Papadáki het toernooi van Bogota. Haar hoogste ranking in het dubbelspel is 47e (22 februari 1999).
In het ITF-circuit won Noorlander drie titels in het enkelspel en tweeëntwintig in het dubbelspel.

## Posities op deWTA-ranglijst
Positie per einde seizoen:
| jaar | rang enkelspel | rang dubbelspel |
| ---- | -------------- | --------------- |
| 1990 | 691            | 621             |
| 1991 | 361            | 338             |
| 1992 | 384            | 357             |
| 1993 | 290            | 236             |
| 1994 | 273            | 155             |
| 1995 | 207            | 140             |
| 1996 | 200            | 108             |
| 1997 | 123            | 76              |
| 1998 | 122            | 63              |
| 1999 | 84             | 58              |
| 2000 | 166            | 107             |
| 2001 | 106            | 147             |
| 2002 | 155            | 172             |
| 2003 | 144            | 200             |
| 2004 | 309            | 464             |
| 2005 | 313            | 225             |
| 2006 | 892            | –               |

## Palmares
| Legenda                |
| ---------------------- |
| Grandslamtoernooi      |
| Olympische Spelen      |
| Year-End Championships |
| Tier I                 |
| Tier II                |
| Tier III               |
| Tier IV & V            |

### WTA-finaleplaatsen enkelspel
| nr.              | finale     | toernooi     | ondergrond | tegenstandster | score         |         |
| ---------------- | ---------- | ------------ | ---------- | -------------- | ------------- | ------- |
| gewonnen finales |            |              |            |                |               |         |
| geen             |            |              |            |                |               |         |
| verloren finales |            |              |            |                |               |         |
| 1.               | 2001-06-17 | WTA Tasjkent | hardcourt  | Bianka Lamade  | 3-6, 6-2, 2-6 | details |

### WTA-finaleplaatsen vrouwendubbelspel
| nr.              | finale     | toernooi     | ondergrond | partner             | tegenstandsters                 | score    |         |
| ---------------- | ---------- | ------------ | ---------- | ------------------- | ------------------------------- | -------- | ------- |
| gewonnen finales |            |              |            |                     |                                 |          |         |
| 1.               | 1999-02-21 | WTA Bogota   | gravel     | Christína Papadáki  | Laura Montalvo Paola Suárez     | 6-4, 7-6 | details |
| verloren finales |            |              |            |                     |                                 |          |         |
| 1.               | 1998-08-02 | WTA Sopot    | gravel     | Åsa Carlsson        | Květa Hrdličková Helena Vildová | 3-6, 2-6 | details |
| 2.               | 1999-01-09 | WTA Auckland | hardcourt  | Marlene Weingärtner | Silvia Farina Barbara Schett    | 2-6, 6-7 | details |

### Gewonnen ITF-toernooien enkelspel
| nr. | finale     | toernooi            | dotatie | tegenstandster in finale | score    |
| --- | ---------- | ------------------- | ------- | ------------------------ | -------- |
| 1.  | 2001-04-15 | Dinan               | $25.000 | Cătălina Cristea         | 6-4, 6-2 |
| 2.  | 2001-07-22 | São José dos Campos | $25.000 | Venessa Menga            | 6-1, 6-3 |

### Gewonnen ITF-toernooien dubbelspel

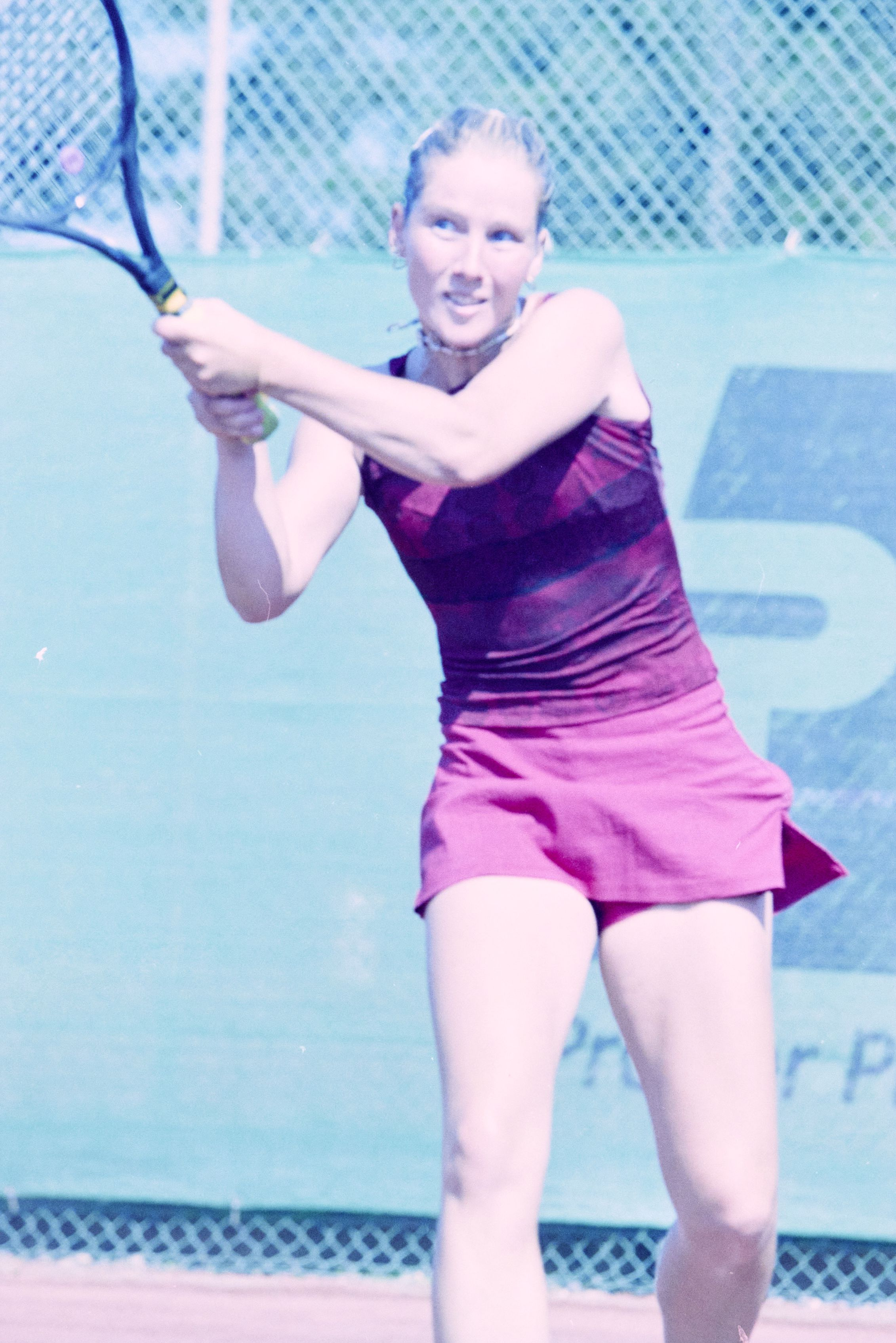

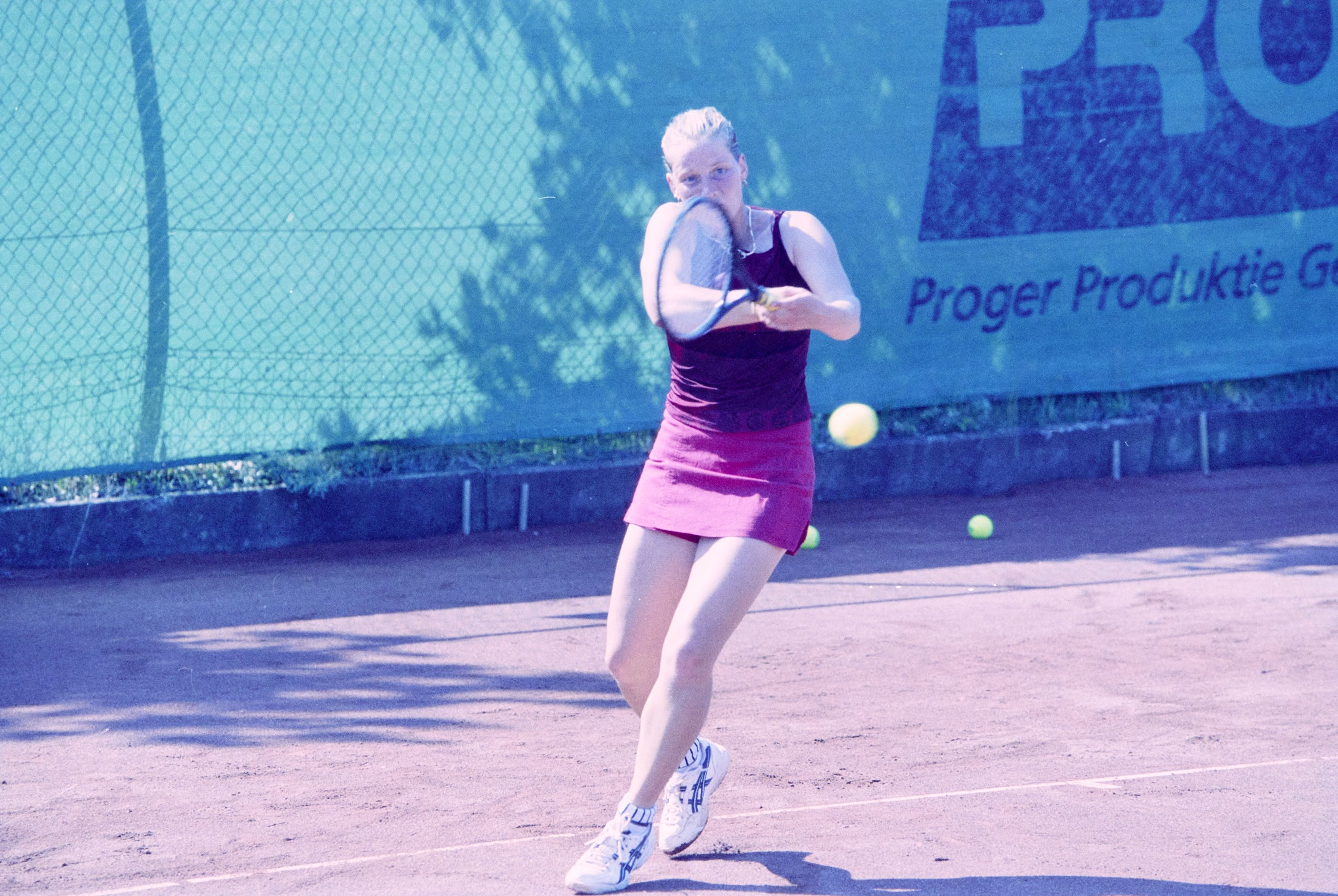

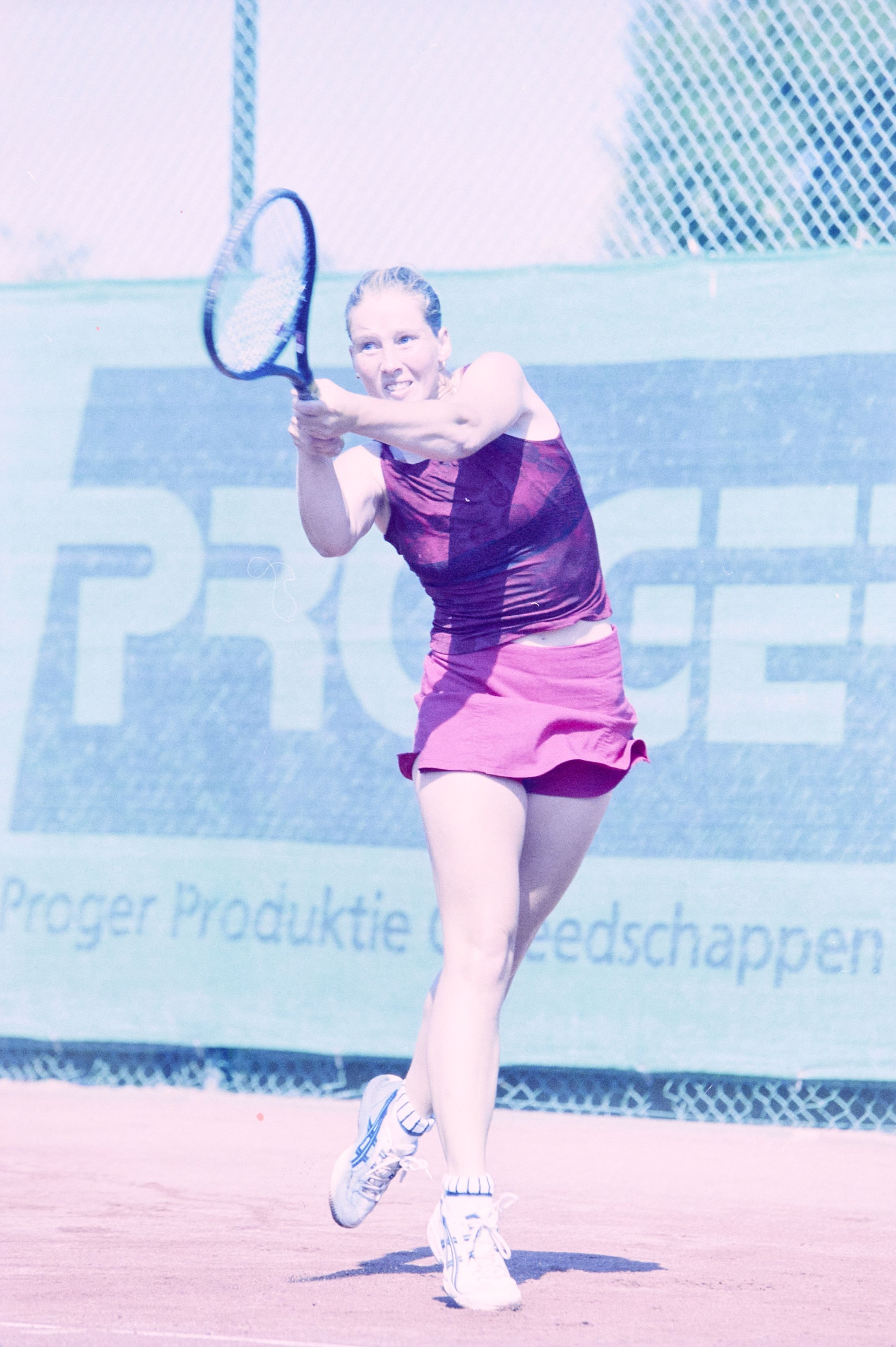
Zandvoort 2001

| nr. | finale     | toernooi          | dotatie | partner               | tegenstandsters in finale                | score         |
| --- | ---------- | ----------------- | ------- | --------------------- | ---------------------------------------- | ------------- |
| 1.  | 1991-07-07 | Båstad            | $10.000 | Sandra van der Aa     | Antonia Homolya Karin Ptaszek            | 6-3, 6-4      |
| 2.  | 1992-02-09 | Swansea           | $10.000 | Eva Haslinghuis       | Susanna Locher Alison Smith              | 6-3, 4-6, 6-4 |
| 3.  | 1993-06-13 | Asjkelon          | $25.000 | Sandra van der Aa     | Yael Segal Petra Thorén                  | 6-4, 6-4      |
| 4.  | 1994-02-27 | Rocafort/Valencia | $25.000 | Hanneke Ketelaars     | Gala León García Janet Souto             | 6-4, 6-4      |
| 5.  | 1994-07-24 | Rheda-Wiedenbrück | $25.000 | Annemarie Mikkers     | Kirstin Freye Angela Kerek               | 6-3, 6-2      |
| 6.  | 1995-02-05 | Coburg            | $25.000 | Marlene Weingärtner   | Magdalena Feistel Helena Vildová         | 6-2, 6-7, 6-2 |
| 7.  | 1995-02-26 | Newcastle         | $25.000 | Christína Papadáki    | Sandra Kleinová Ludmila Varmužová        | 7-6, 6-3      |
| 8.  | 1995-05-21 | Bordeaux          | $25.000 | Helena Vildová        | Erika deLone Nicole Pratt                | 6-3, 6-1      |
| 9.  | 1995-10-29 | Poitiers          | $25.000 | Kirstin Freye         | Kim de Weille Nathalie Thijssen          | 6-4, 6-4      |
| 10. | 1996-05-26 | Novi Sad          | $25.000 | Helena Vildová        | Miriam D'Agostini Larissa Schaerer       | 4-6, 6-1, 6-1 |
| 11. | 1996-11-10 | Ramat Hasjaron    | $25.000 | Kirstin Freye         | Anique Snijders Noëlle van Lottum        | 6-2, 7-5      |
| 12. | 1997-02-23 | Bogota            | $75.000 | Christína Papadáki    | Laura Montalvo Mercedes Paz              | 7-6, 4-6, 7-5 |
| 13. | 1997-07-06 | Stuttgart         | $25.000 | Nirupama Vaidyanathan | María Fernanda Landa Marlene Weingärtner | 6-3, 6-1      |
| 14. | 1998-09-13 | Mexico-Stad       | $25.000 | Christína Papadáki    | Celeste Contín Jessica Fernandez         | 6-3, 6-1      |
| 15. | 1998-10-04 | Caracas           | $25.000 | María Fernanda Landa  | Nannie de Villiers Janette Husárová      | 6-4, 5-7, 7-6 |
| 16. | 1998-10-18 | São Paulo         | $25.000 | Christína Papadáki    | Alice Canepa Antonella Serra Zanetti     | 6-3, 6-7, 7-6 |
| 17. | 1998-11-22 | Buenos Aires      | $25.000 | Katarina Srebotnik    | Eva Bes-Ostariz María Fernanda Landa     | 7-6, 6-3      |
| 18. | 2000-10-01 | Santa Clara       | $75.000 | Kirstin Freye         | Down Buth Petra Rampre                   | 6-1, 6-4      |
| 19. | 2001-04-28 | Dubai             | $75.000 | Laurence Courtois     | Caroline Dhenin Katalin Marosi-Aracama   | 6-3, 6-0      |
| 20. | 2002-04-07 | Dubai             | $75.000 | Kirstin Freye         | Bahia Mouhtassine Angelique Widjaja      | 6-2, 6-4      |
| 21. | 2003-02-02 | Rockford          | $25.000 | Debby Haak            | Michaela Paštiková Valentina Sassi       | 7-5, 6-4      |
| 22. | 2005-04-02 | Poza Rica         | $25.000 | Mara Santangelo       | Daniela Klemenschits Sandra Klemenschits | 6-2, 4-6, 6-3 |

## Resultaten grandslamtoernooien
| Legenda | Legenda                          |
| ------- | -------------------------------- |
| g.t.    | geen toernooi gehouden           |
| l.c.    | lagere categorie                 |
| –       | niet deelgenomen                 |
| G       | uitgeschakeld in de groepsfase   |
| 1R      | uitgeschakeld in de eerste ronde |
| 2R      | uitgeschakeld in de tweede ronde |
| 3R      | uitgeschakeld in de derde ronde  |
| 4R      | uitgeschakeld in de vierde ronde |
| KF      | uitgeschakeld in de kwartfinale  |
| HF      | uitgeschakeld in de halve finale |
| F       | de finale verloren               |
| W       | het toernooi gewonnen            |
| w-v     | winst/verlies-balans             |

### Enkelspel
| Toernooi        | 1998 | 1999 | 2000 |    | 2002 | 2003 | w-v |
| --------------- | ---- | ---- | ---- | -- | ---- | ---- | --- |
| Australian Open | –    | 2R   | 1R   | 1R | –    | 1-3  |     |
| Roland Garros   | –    | 1R   | 1R   | 1R | –    | 0-3  |     |
| Wimbledon       | 2R   | 3R   | 1R   | 1R | 1R   | 3-5  |     |
| US Open         | –    | 2R   | –    | –  | –    | 1-1  |     |

### Vrouwendubbelspel
| Toernooi        | 1996 | 1997 | 1998 | 1999 | 2000 | 2001 | w-v |
| --------------- | ---- | ---- | ---- | ---- | ---- | ---- | --- |
| Australian Open | 1R   | 2R   | 2R   | 2R   | 1R   | 2R   | 4-6 |
| Roland Garros   | –    | 1R   | 1R   | 2R   | 1R   | 1R   | 1-5 |
| Wimbledon       | –    | 2R   | 1R   | –    | 2R   | –    | 2-3 |
| US Open         | 2R   | 1R   | 2R   | 2R   | 1R   | –    | 3-5 |

### Gemengd dubbelspel
| Toernooi        | 1998 | w-v |
| --------------- | ---- | --- |
| Australian Open | –    | 0-0 |
| Roland Garros   | –    | 0-0 |
| Wimbledon       | 3R   | 2-1 |
| US Open         | –    | 0-0 |